# 768
Раннє Середньовіччя. У Східній Римській імперії триває правління Костянтина V. Більшу частину території Італії займає Лангобардське королівство, Рим і Равенна під управлінням Папи Римського, деякі області на півночі та на півдні належать Візантії. Франкське королівство розділилося на дві частини, в яких правлять сини Піпіна Короткого Карл та Карломан. Піренейський півострів, окрім Королівства Астурія, займає Кордовський емірат. В Англії триває період гептархії. Центр Аварського каганату лежить у Паннонії. Існують слов'янські держави: Карантанія та Перше Болгарське царство.
Аббасидський халіфат займає великі території в Азії та Північній Африці. У Китаї править династія Тан. В Індії почалося піднесення імперії Пала. У Японії триває період Нара. Хазарський каганат підпорядкував собі кочові народи на великій степовій території між Азовським морем та Аралом. Територію на північ від Китаю займає Уйгурський каганат.
На території лісостепової України в VIII столітті виділяють пеньківську й корчацьку археологічні культури. У VIII столітті тривало швидке розселення слов'ян. У Північному Причорномор'ї співіснують різні кочові племена, зокрема булгари, хозари, алани, авари, тюрки, кримські готи.

## Події

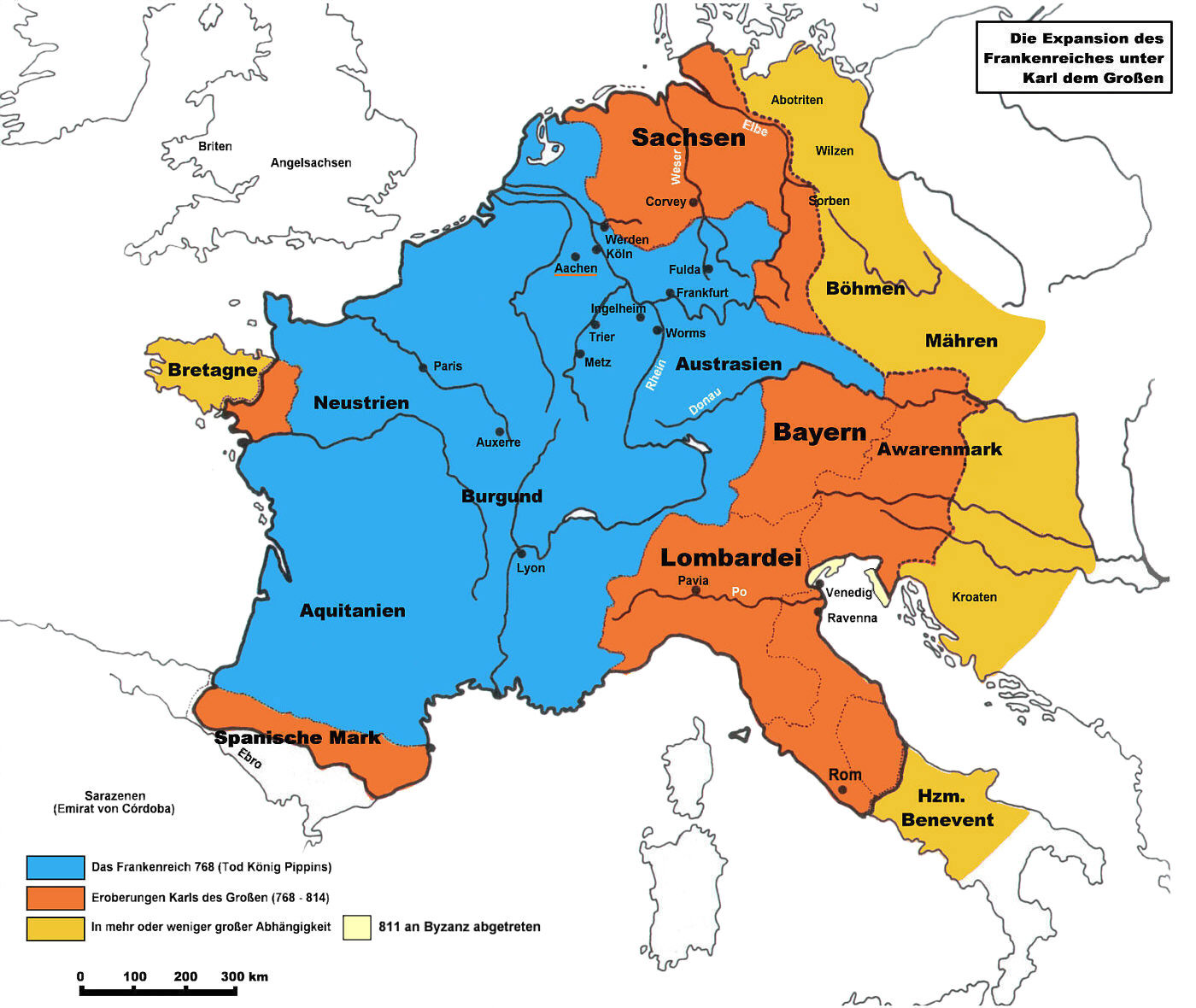
Франкське королівство на 768 рік показане блакитним

- Франкський король Піпін Короткий завершив підкорення Аквітанії. Герцога Вайфара убито 2 червня.
- Піпін Кототкий прийняв посольство від Аббасидського халіфату з пропозицією спільними зусиллями покінчити з Кордовським еміратом.
- 24 вересня в Сен-Дені біля Парижа помер Піпін III Короткий, 54-літній король франків, який правив з 751 року. Після смерті свого батька Карла Мартела 22 вересня 741 року Піпін став мажордомом Нейстрії, а в 747 році, після зречення престолу його брата Карломана, отримав владу практично над усім Франкським королівством. У 751 році Піпін при підтримці папи римського Захарія скинув з франкського престолу Хільдеріка III, останнього монарха з династії Меровінгів, і став першим франкським королем з династії Каролінгів. Як подяку за підтримку Піпін подарував новому папі Стефану III, що змінив Захарія, Равенну і Пентаполь, створивши таким чином Папську державу.
- Франкське королівство розділене на дві частини між синами Піпіна Короткого. Західну отримав Карл, східну Карломан.
- Бербери підняли повстання проти Кордовського емірату в Естремадурі.
- Королівство Астурія очолив Ауреліо.
- У Першому Болгарському царстві з приходом до влади Телерига, порядок відновився.
- Розпочався понтифікат Стефана III. Антипапу Костянтина осліплено лангобардами.

## Померли
- Піпін Короткий, король франків.